# Canton mobile déformable
Le canton mobile déformable ou canton glissant est une technologie de block-système par CBTC (gestion des trains basée sur la communication).

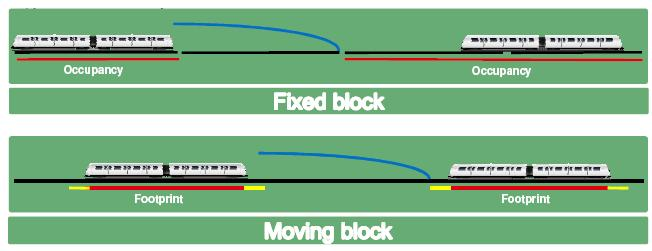
Représentation schématique d'un cantonnement traditionnel fixe (en haut) et d'un cantonnement mobile (en bas).

## Caractéristiques
Elle consiste à réguler l'espacement entre les trains, non plus en définissant des sections de voies qui ne doivent être parcourues que par un seul train à un instant donné (comme c'est le cas dans le cantonnement traditionnel),  mais en recalculant en temps réel la position des trains par ordinateur. Il permet une plus grande concentration et donc un usage plus intensif de la ligne.

## Exemples d'utilisation
Par exemple le système MAGGALY de la ligne D du métro de Lyon permet une fréquence de passage d'une rame toutes les 90s. 
La capacité reste plus faible à grande vitesse, l'adoption du canton mobile déformable permise par l'ETCS niveau 3 augmentera ainsi la capacité d'une LGV à 19 sillons horaires.